# 東郷パーキングエリア
東郷パーキングエリア（とうごうパーキングエリア）は、愛知県日進市の東名高速道路上にあるパーキングエリア (PA) である。

## 概要
一般道からでもアクセス可能な「ぷらっとパーク」が設置されている。また、スマートインターチェンジを併設する事業が2019年（令和元年）9月27日付で国土交通省より新規事業化された。
「東郷」を名乗っているが、上下線施設とも愛知郡東郷町には存在していない。本PAの名称は、近くにある愛知池の正式名称である東郷調整池から採られたもので、開設当初の名称も「東郷池パーキングエリア」であった。なお、東名高速道路は東郷町内を通らない路線である。

## 道路
- E1 東名高速道路

## 施設

### 上り線（東京方面）
- 駐車場
  - 大型 - 48台
  - 小型 - 39台
- トイレ
  - 男性 - 大5（和式1・洋式4）・小14
  - 女性 - 19（和式5・洋式14）
    - 同伴の男児用 - 2

  - 車椅子用 - 1
- フードコート[3]
  - 松屋（24時間）
- コンビニエンスストア[3]
  - セブン-イレブン（24時間）
- 自動販売機

### 下り線（名古屋方面）
- 駐車場
  - 大型 - 30台
  - 小型 - 57台
- トイレ
  - 男性 - 大5（和式1・洋式4）・小14
  - 女性 - 19（和式5・洋式14）
    - 同伴の男児用 - 2

  - 車椅子用 - 1
- フードコート[4]
  - 松屋（24時間）
- コンビニエンスストア[4]
  - デイリーヤマザキ（24時間）
- 自動販売機

### 交通アクセス
- 名古屋鉄道（名鉄）豊田線 黒笹駅、米野木駅

## 周辺
- 愛知牧場
- 愛知池（本エリアの名称はこの池の正式名称である東郷調整池から採られた）

## 隣
E1 東名高速道路
(20-1)東名三好IC - 東郷PA/SIC（SICは事業中） - (20-2)日進JCT - (21)名古屋IC